# شبدر (سرده)
شَبدَر (نام علمی: Trifolium) جزء مهم‌ترین گیاهان علوفه‌ای خانواده لگومینز (Leguminous) در مناطق معتدل و مرطوب است که از نظر علوفه‌ای و مرتعی دارای ارزش بسیار زیادی است و در تغذیه دام‌ها نقش بسزایی دارند. شبدرها گیاهی سه برگچه‌ای اند و به همین خاطر اسم علمی آنها از دو کلمه لاتین "Tria" به معنی سه و "Folia" به معنی سه بر گچه‌ای گرفته شده‌است. تعداد گونه‌های شبدر در دنیا حدود ۳۰۰ گونه ذکر شده که از این تعداد ۲۵ گونه از نظر کشاورزی مهم است که از این تعداد فقط ۹ گونه آنها از جمله شبدر زیر زمینی به صورت تجارتی کشت می‌شوند. بیشترین پراکنش شبدرها در منطقه مدیترانه است، به طوری که در منطقه اورآسیا ۱۶۰–۱۵۰ گونه، آمریکا ۶۵–۶۰ گونه و در آفریقا ۳۰–۲۵ گونه گزارش شده‌است. بر اساس تحقیقات بانک ژن گیاهی و ذخایر توارثی مؤسسه تحقیقات اصلاح و تهیه نهال و بذر تعداد گونه‌های تاکنون شناخته شده شبدر در ایران حدود ۵۴ گونه‌است که از این تعداد دو گونه شبدر ایرانی (Trifolium resupinatum) و شبدر برسیم (Trifolium alexandrium) به صورت وسیع کشت می‌شوند.

## خصوصیات کلی شبدرها
تمام شبدرها در آب و هوای خنک بهترین عملکرد را دارند. در بین شبدرها شبدر سفید از همه مقاوم تر است. میزان قند در شبدرها بیش از یونجه‌است و سطح برگ بیشتری نسبت به یونجه دارند اما مقاومت شبدرها به شوری کمتر از یونجه‌است و نیاز آبی شبدرها نیز کمتر از یونجه‌است.
البته باید توجه داشت که شبدرها به لحاظ کمیت تولید در سطح پایین‌تری از یونجه قرار دارند و میزان مواد غذایی قابل هضم یونجه از شبدرها بیشتر است.
گیاهان علوفه‌ای تیره بقولات از نظر عمق ریشه به شکل زیر هستند:
ریشه شبدر‍ سفید<ریشه شبدر‍ قرمز <ریشه شبدر برسیم <ریشه یونجه <ریشه اسپرس.
به صورت کلی تفاوت شبدرها با یونجه این است که:
1. برگ یونجه بیضی شکل ولی برگ شبدر گلابی شکل است.
2. رنگ برگ‌ها در شبدر سبز و شفاف و در یونجه سبز تیره‌است.

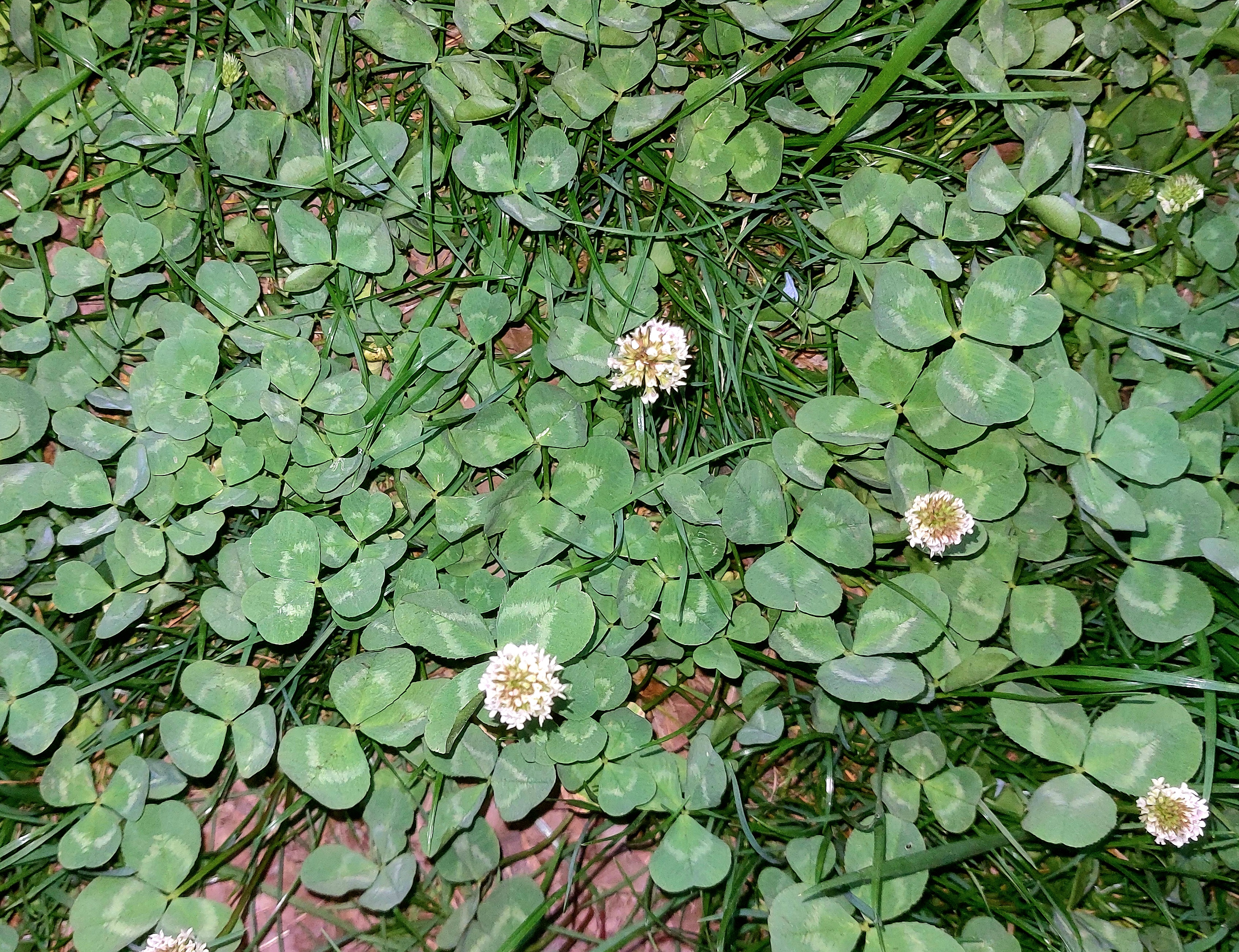
گیاه شبدر

## خصوصیات بذر شبدرها

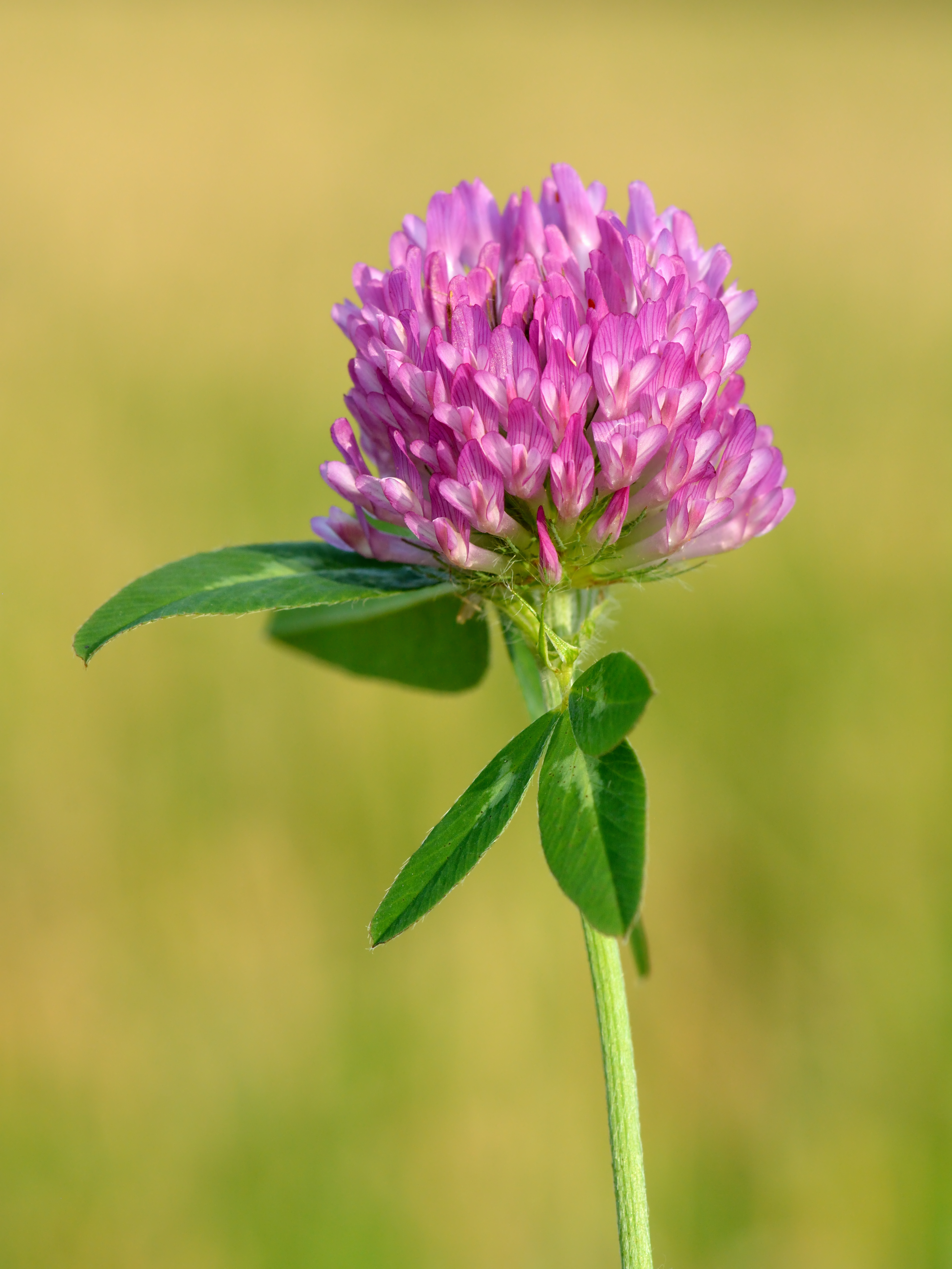
تصویر، شبدر قرمز (Trifolium pratense) را نشان می‌دهد که بذری کوچک‌تر از اسپرس و ماشک تولید می‌کند و جوانه‌زنی کندتری دارد.

شبدرها به دلیل پوسته سخت دارای خواب می‌باشند که خواب و سختی پوسته در شبدرها به ترتیب زیر است:
شبدر قرمز <شبدر السایک <شبدر لادینو <شبدر سفید.
تحقیقات انجام گرفته نشان می‌دهد مهم‌ترین عامل ایجاد بذرهای با پوسته سخت در شبدرها خشکی و کمی رطوبت نسبی هوا در زمان رسیدگی است.
خواب بذر بسیاری از شبدرها را به وسیله سرما دادن می‌توان شکست. بذر هیچ‌یک از شبدرها در زمان جوانه زنی به نور نیاز ندارند. به عبارت بهتر بذر هیچ‌یک از شبدرها فیتوبلاست نیستند.
به لحاظ اندازه بذر نیز شبدرها به شکل زیر هستند:
شبدر سفید<شبدر ایرانی <شبدر السایک <شبدر قرمز <شبدر شیرین<شبدر لاکی <شبدر مصری (برسیم).
به صورت کلی در مورد گیاهان علوفه‌ای تیره لگومینوز از نظر اندازه بذر می‌توان گفت:
شبدر سفید<شبدر ایرانی <شبدر السایک <شبدر قرمز <شبدر شیرین<شبدر لاکی <شبدر مصری (برسیم)<یونجه<اسپرس <ماشک گل خوشه‌ای <ماشک معمولی.
همان‌طور که ملاحظه می‌شود بزرگ‌ترین بذرها در بین گیاهان علوفه‌ای تیره بقولات مربوط به اسپرس و ماشک‌ها می‌باشد.
باید توجه داشت هرچه اندازه بذر بزرگتر باشد معمولاً زودتر جوانه می‌زنند و گیاهچه بزرگتری تولید می‌کنند. البته پوسته سخت بذر را نیز باید در نظر گرفت (مسلم است بذرهای دارای پوسته سخت دیرتر جوانه می‌زنند) موضوع ذکر شده در بالا به شرطی صحیح است که پوسته سخت بذرها صفر در نظر گرفته شود. در واقع هم میزان بذرهای سخت در بعضی از شبدرها مانند شبدر برسیم و شبدر لاکی بسیار پایین است. بذر بعضی از شبدرها مانند شبدر پنجه کلاغی(Lotus cornicaltus) بسیار به کندی جوانه می‌زند و گیاهچه بسیار ضعیفی تولید می‌کند، به طوری که ایجاد یک مزرعه کامل از این شبدر ممکن است تا دو سال به طول انجامد.

## خصوصیات تغذیه‌ای شبدرها
شبدر محصول علوفه‌ای مهمی است. به همین دلیل است که به‌طور گسترده‌ای در کشت علوفه‌ای و مراتع استفاده می‌شود.
شبدرها به عنوان علوفه سبز، علوفه خوراکی، و چمن پوششی استفاده می‌شوند. ۱۰۰ کیلوگرم از شاخ و برگ شبدر علوفه شامل ۸/۱۹ واحد و ۷/۲ کیلوگرم پروتئین قابل هضم است. شبدر اسیدهای آمینه ضروری بیشتری تر (سیستئین، تریپتوفان و لوسین) نسبت به دانه ذرت، و دانه جو و گندم هستند.
در شبدرها فسفر به ندرت از ۴۴/۱ گرم در هر کیلو ماده خشک پایین‌تر است و از این نظر نسبت به یونجه برتر هستند و دام‌هایی که از شبدر تغذیه می‌کنند، کمتر دچار کمبود فسفر می‌شوند.
گونه شبدرهای حقیقی با Genus Trifolium همگی علفی و دارای برگ‌های سه تایی هستند. گل‌ها کوچک بسیاری دارند که روی یک دمگل کوتاه پرگل واقع شده‌است. گلبرگ پهن خارجی تنها اندکی بزرگتر از سایر گلبرگ هاست. شبدرهای حقیقی می‌توانند یکساله، دوساله یا چند ساله باشند.
مواد ضد تغذیه‌ای در شبدرها::شبدرها دارای مواد ی هستند که از ارزش غذایی آنها می‌کاهد مثلاً شبدر قرمز دارای ماده‌ای به نام فورموننتین است که نوعی شبه استروژن گیاهی است و می‌تواند سبب سقط جنین در گوسفندان شود همین‌طور شبدر سفید دارای هیدرو سیانیدرید (HCN) که برای دام‌ها می‌تواند بسیار مضر باشد و مصرف زیاد آن فعالیت غده تیروئید را افزایش می‌دهد، شبدر پنجه کلاغی نیز دارای مقداری هیدروسیانیدرید است اما مقدار آن به حدی نیست که برای دام‌ها ا سمیت بسیار بالا ایجاد کند. شبدر شیرین دارای یک ماده ضد تغذیه به نام کومارین است برای دام‌ها مضر است و سبب انعقاد خون در دام‌ها می‌شود و بسیار خطرناک است. همین‌طور مصرف زیاد شبدر ایرانی می‌تواند سبب افزایش برخی از اختلالات مربوط به دام مانند: enterotoxaemia (کلیه کاغذی)، photosensitisation ادرار سنگ (سنگ شبدر) در گوسفندان شود.
نفخ در اثر مصرف شبدرها: مصرف علوفه تازه شبدرها مانند بسیاری از بقولات دیگر به دلیل پروتئین زیادی که دارند در دام‌ها تولید نفخ می‌کند در اثر مصرف شبدر سفید، شبدر قرمز، شبدر شیرین و شبدر ایرانی در دام‌ها نفخ ایجاد می‌شود اما مصرف شبدر پنجه کلاغی و شبدر برسیم (مصری) در دام‌ها هیچ گونه نفخی ایجاد نمی‌کند، دلیل این موضوع وجود تانن‌ها قابل اتصال به پروتئین‌ها در این دو شبدر است که با رسوب پروتئین در شکمبه کمک می‌کند و مانع ایجاد نفخ می‌شود. در بین شبدرها خطرناک‌ترین آنها به لحاظ نفخ زایی شبدر سفید لادینو می‌باشد.

## خواص داروئی
مواد (به اصطلاح ضد تغذیه) موجود در شبدر می‌توانند برای انسان خواص دارویی داشته باشند و مفید باشند مثلاً کومارین موجود در شبدر شیرین و گیاه Ferula badrakema می‌تواند سبب توقف رشد سلول‌های سرطانی مثانه شود. همین‌طور فورمونتین موجود در شبدر قرمز از ارزش دارویی خاصی برخوردار است، آزمایش انجام گرفته در سال ۲۰۱۰ نشان داده‌است که فورموننتین می‌تواند از رشد سلول‌های سرطان سینه در زنان جلوگیری کند، اما مصرف آن سبب مشکلات جنسی در مردان می‌شود.